# Brahma (öl)

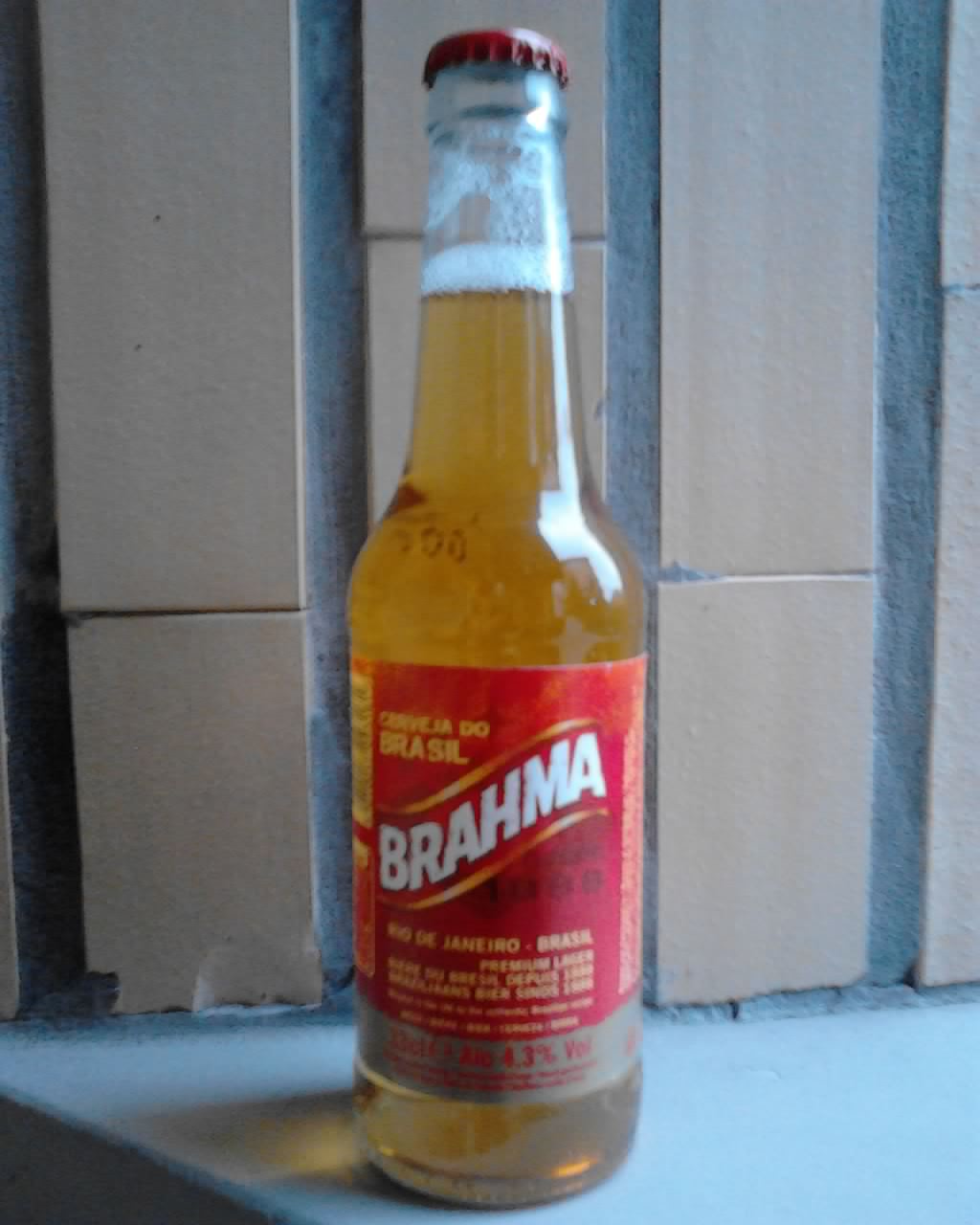
Öl Brahma

'Brahma är ett brasilianskt ölmärke som bryggts sedan 1888 i Rio de Janeiro i Brasilien och som ägs av InBev. Ölsorten är ljus och har en frisk, söt smak. Flaskan är avsmalnad på mitten.

## Märken
- Brahma - ett 4,8% ljust lager öl med global distribution som lanserades 2004. Baserat på Brahma Chopp som lyckats bra lokalt.
- Brahma Chopp - ett 5% lager öl. Brahmas huvudmärke i Brasilien.
- Brahma Extra
- Brahma Malzbier
- Brahma Black
- Brahma Fresh
- Brahma Light
- Brahma Ice (säljs enbart i Venezuela och Dominikanska republiken)
- Extra Light Brahma (Venezuela)
- Brahma Morena
- Brahma Bock
- Brahma Bier - Specialsort som gjordes för Fotbolls-VM 2006
- Brahma Porter
- Brahma Stout
- Brahva - ett 4,8% ljust lager, sålt i Guatemala och andra centralamerikanska länder.
- Brahva Beats
- Brahma Malta - Alkoholfritt öl som säljs i Venezuela.